# دونالد ستيفنز (متزحلق جبال الألب)
دونالد ستيفنز هو متزحلق جبال الألب كندي، ولد في 22 سبتمبر 1963 في روسلاند ‏ في كندا.

## وصلات خارجية
- دونالد ستيفنز على موقع الاتحاد الدولي للتزلج (التزلج على المنحدرات الثلجية) (الإنجليزية)
- دونالد ستيفنز على موقع الاتحاد الدولي للتزلج (التزلج على المنحدرات الثلجية) (الإنجليزية)
- دونالد ستيفنز على موقع أوليمبيديا (الإنجليزية)